# Stazione di Tarsia
Stazione di Tarsia vasútállomás Olaszországban, Calabria régióban, Tarsia településen.

## Vasútvonalak
Az állomást az alábbi vasútvonalak érintik:
- Cosenza-Sibari-vasútvonal

## Kapcsolódó állomások
A vasútállomáshoz az alábbi állomások vannak a legközelebb:
- Stazione di Spezzano Albanese Terme
- Stazione di San Marco-Roggiano